# La Drôme Classic 2022
La Drôme Classic 2022 var den 9. udgave af det franske cykelløb La Drôme Classic. Det 191,5 km lange linjeløb blev kørt den 27. februar 2022 med start og mål i Étoile-sur-Rhône i den sydøstlige del af landet. Løbet var en del af UCI ProSeries 2022. Løbet blev vundet af danske Jonas Vingegaard fra Team Jumbo-Visma.

## Resultat
| \| Samlede stilling \| Samlede stilling \| Samlede stilling \| Samlede stilling \| Samlede stilling \| \| Rytter \| Rytter \| Hold \| Tid \| \| \| ---------------- \| ------------------ \| ---------------------------------- \| ---------------- \| ---------------- \| \| 1. \| Jonas Vingegaard \| Jumbo-Visma \| 4t 37' 05" \| \| \| 2. \| Guillaume Martin \| Cofidis \| + 3" \| \| \| 3. \| Benoît Cosnefroy \| AG2R Citroën Team \| + 3" \| \| \| 4. \| Juan Ayuso \| UAE Team Emirates \| + 21" \| \| \| 5. \| Julian Alaphilippe \| Quick-Step Alpha Vinyl \| + 29" \| \| \| 6. \| Alexis Vuillermoz \| TotalEnergies \| + 34" \| \| \| 7. \| Biniam Girmay \| Intermarché-Wanty-Gobert Matériaux \| + 36" \| \| \| 8. \| Stefano Oldani \| Alpecin-Fenix \| + 36" \| \| \| 9. \| Warren Barguil \| Arkéa-Samsic \| + 36" \| \| \| 10. \| Mathieu Burgaudeau \| TotalEnergies \| + 38" \| \| |                    |                                    |            |
| |                    |                                    |            |
| Kilde: ProCyclingStats |                    |                                    |            |
| Samlede stilling |                    |                                    |            |
| Rytter | Rytter             | Hold                               | Tid        |
| 1. | Jonas Vingegaard   | Jumbo-Visma                        | 4t 37' 05" |
| 2. | Guillaume Martin   | Cofidis                            | + 3"       |
| 3. | Benoît Cosnefroy   | AG2R Citroën Team                  | + 3"       |
| 4. | Juan Ayuso         | UAE Team Emirates                  | + 21"      |
| 5. | Julian Alaphilippe | Quick-Step Alpha Vinyl             | + 29"      |
| 6. | Alexis Vuillermoz  | TotalEnergies                      | + 34"      |
| 7. | Biniam Girmay      | Intermarché-Wanty-Gobert Matériaux | + 36"      |
| 8. | Stefano Oldani     | Alpecin-Fenix                      | + 36"      |
| 9. | Warren Barguil     | Arkéa-Samsic                       | + 36"      |
| 10. | Mathieu Burgaudeau | TotalEnergies                      | + 38"      |

## Hold og ryttere
| UCI WorldTeams (11)- AG2R Citroën Team - Groupama-FDJ - Cofidis - Bora-Hansgrohe - Astana Qazaqstan Team - Lotto-Soudal - Intermarché-Wanty-Gobert Matériaux - Trek-Segafredo - Quick-Step Alpha Vinyl - Jumbo-Visma - UAE Team Emirates UCI ProTeams (6)- TotalEnergies - B&B Hotels-KTM - Arkéa-Samsic - Alpecin-Fenix - Bingoal Pauwels Sauces WB - Uno-X Pro Cycling Team UCI Kontinentalhold (5)- Saint Michel-Auber 93 - Go Sport-Roubaix Lille Métropole - UC Nantes Atlantique - Nice Métropole Côte d'Azur - Riwal |
| |

### Danske ryttere
| Danske ryttere på startlisten |                    |                        |           |
| Rygnummer                     | Rytter             | Hold                   | Placering |
| 24                            | Jonas Vingegaard   | Team Jumbo-Visma       | 1         |
| 75                            | Asbjørn Hellemose  | Trek-Segafredo         | 88        |
| 124                           | Andreas Kron       | Lotto-Soudal           | 69        |
| 141                           | Niklas Eg          | Uno-X Pro Cycling Team | 76        |
| 142                           | Jacob Hindsgaul    | Uno-X Pro Cycling Team | 100       |
| 144                           | Anthon Charmig     | Uno-X Pro Cycling Team | 98        |
| 175                           | Christoffer Lisson | Riwal Cycling Team     | DNS       |
| 176                           | Mathias Bregnhøj   | Riwal Cycling Team     | 85        |

* DNS = stillede ikke til start

### Startliste
| Quick-Step Alpha Vinyl QST | Quick-Step Alpha Vinyl QST          | Quick-Step Alpha Vinyl QST |
| -------------------------- | ----------------------------------- | -------------------------- |
| Nr.                        | Rytter                              | Placering                  |
| 1                          | Julian Alaphilippe (FRA) (landevej) | 5.                         |
| 2                          | Andrea Bagioli (ITA)                | 108.                       |
| 3                          | Dries Devenyns (BEL)                | 74.                        |
| 5                          | Mauro Schmid (SUI)                  | 23.                        |
| 6                          | Pieter Serry (BEL)                  | 47.                        |
| 7                          | Mauri Vansevenant (BEL)             | 70.                        |

| Groupama-FDJ GFC | Groupama-FDJ GFC            | Groupama-FDJ GFC |
| ---------------- | --------------------------- | ---------------- |
| Nr.              | Rytter                      | Placering        |
| 11               | Reuben Thompson (NZL)       | 64.              |
| 12               | Matthieu Ladagnous (FRA)    | 60.              |
| 13               | Bruno Armirail (FRA)        | DNF              |
| 14               | Sébastien Reichenbach (SUI) | 12.              |
| 15               | Quentin Pacher (FRA)        | 11.              |
| 16               | Romain Grégoire (FRA)       | 38.              |
| 17               | Anthony Roux (FRA)          | 104.             |

| Jumbo-Visma TJV | Jumbo-Visma TJV         | Jumbo-Visma TJV |
| --------------- | ----------------------- | --------------- |
| Nr.             | Rytter                  | Placering       |
| 21              | Primož Roglič (SLO)     | 28.             |
| 22              | Gijs Leemreize (NED)    | 56.             |
| 23              | Sam Oomen (NED)         | 30.             |
| 24              | Jonas Vingegaard (DEN)  | 1.              |
| 25              | Steven Kruijswijk (NED) | 45.             |
| 26              | Sepp Kuss (USA)         | 34.             |

| UAE Team Emirates UAD | UAE Team Emirates UAD      | UAE Team Emirates UAD |
| --------------------- | -------------------------- | --------------------- |
| Nr.                   | Rytter                     | Placering             |
| 31                    | Diego Ulissi (ITA)         | 15.                   |
| 32                    | Juan Ayuso (ESP)           | 4.                    |
| 33                    | Andrés Camilo Ardila (COL) | 50.                   |
| 34                    | Finn Fisher-Black (NZL)    | DNF                   |
| 35                    | Brandon McNulty (USA)      | 52.                   |
| 36                    | Jan Polanc (SLO)           | 20.                   |
| 37                    | Joel Suter (SUI)           | DNF                   |

| Alpecin-Fenix AFC | Alpecin-Fenix AFC     | Alpecin-Fenix AFC |
| ----------------- | --------------------- | ----------------- |
| Nr.               | Rytter                | Placering         |
| 41                | Stefano Oldani (ITA)  | 8.                |
| 42                | Simon Dehairs (BEL)   | DNF               |
| 44                | Edward Anderson (USA) | DNF               |
| 45                | Jakub Mareczko (ITA)  | 95.               |
| 46                | Floris De Tier (BEL)  | 14.               |
| 47                | Jimmy Janssens (BEL)  | 73.               |

| Bora-Hansgrohe BOH | Bora-Hansgrohe BOH        | Bora-Hansgrohe BOH |
| ------------------ | ------------------------- | ------------------ |
| Nr.                | Rytter                    | Placering          |
| 51                 | Wilco Kelderman (NED)     | 33.                |
| 52                 | Lennard Kämna (GER)       | 21.                |
| 53                 | Matteo Fabbro (ITA)       | DNF                |
| 54                 | Anton Palzer (GER)        | DNS                |
| 55                 | Felix Großschartner (AUT) | 31.                |
| 56                 | Giovanni Aleotti (ITA)    | 109.               |
| 57                 | Ben Zwiehoff (GER)        | 96.                |

| AG2R Citroën Team ACT | AG2R Citroën Team ACT   | AG2R Citroën Team ACT |
| --------------------- | ----------------------- | --------------------- |
| Nr.                   | Rytter                  | Placering             |
| 61                    | Benoît Cosnefroy (FRA)  | 3.                    |
| 62                    | Lilian Calmejane (FRA)  | 40.                   |
| 63                    | Mikaël Cherel (FRA)     | 65.                   |
| 64                    | Dorian Godon (FRA)      | 13.                   |
| 65                    | Jaakko Hänninen (FIN)   | 90.                   |
| 66                    | Nans Peters (FRA)       | 77.                   |
| 67                    | Nicolas Prodhomme (FRA) | 79.                   |

| Trek-Segafredo TFS | Trek-Segafredo TFS       | Trek-Segafredo TFS |
| ------------------ | ------------------------ | ------------------ |
| Nr.                | Rytter                   | Placering          |
| 71                 | Gianluca Brambilla (ITA) | 57.                |
| 72                 | Julien Bernard (FRA)     | 32.                |
| 74                 | Antwan Tolhoek (NED)     | DNF                |
| 75                 | Asbjørn Hellemose (DEN)  | 88.                |
| 76                 | Juan Pedro López (ESP)   | 43.                |
| 77                 | Quinn Simmons (USA)      | 16.                |

| Astana Qazaqstan Team AST | Astana Qazaqstan Team AST    | Astana Qazaqstan Team AST |
| ------------------------- | ---------------------------- | ------------------------- |
| Nr.                       | Rytter                       | Placering                 |
| 81                        | Manuele Boaro (ITA)          | 84.                       |
| 82                        | Joe Dombrowski (USA)         | 111.                      |
| 83                        | Fabio Felline (ITA)          | 55.                       |
| 84                        | Aljaksandr Rabusjenka (BLR)  | 110.                      |
| 85                        | Harold Tejada (COL)          | 27.                       |
| 86                        | Nurbergen Nurlykhassym (KAZ) | 105.                      |
| 87                        | Andrej Zejts (KAZ)           | DNF                       |

| Intermarché-Wanty-Gobert Matériaux IWG | Intermarché-Wanty-Gobert Matériaux IWG | Intermarché-Wanty-Gobert Matériaux IWG |
| -------------------------------------- | -------------------------------------- | -------------------------------------- |
| Nr.                                    | Rytter                                 | Placering                              |
| 91                                     | Biniam Girmay (ERI)                    | 7.                                     |
| 92                                     | Jan Bakelants (BEL)                    | 54.                                    |
| 93                                     | Hugo Page (FRA)                        | 61.                                    |
| 94                                     | Théo Delacroix (FRA)                   | 103.                                   |
| 95                                     | Simone Petilli (ITA)                   | DNF                                    |
| 96                                     | Lorenzo Rota (ITA)                     | 18.                                    |
| 97                                     | Georg Zimmermann (GER)                 | 102.                                   |

| Cofidis COF | Cofidis COF               | Cofidis COF |
| ----------- | ------------------------- | ----------- |
| Nr.         | Rytter                    | Placering   |
| 101         | Guillaume Martin (FRA)    | 2.          |
| 102         | Anthony Perez (FRA)       | 51.         |
| 103         | Axel Zingle (FRA)         | 35.         |
| 104         | Victor Lafay (FRA)        | 19.         |
| 105         | Pierre-Luc Périchon (FRA) | 80.         |
| 106         | Rémy Rochas (FRA)         | DNF         |
| 107         | Benjamin Thomas (FRA)     | 49.         |

| Arkéa-Samsic ARK | Arkéa-Samsic ARK          | Arkéa-Samsic ARK |
| ---------------- | ------------------------- | ---------------- |
| Nr.              | Rytter                    | Placering        |
| 111              | Warren Barguil (FRA)      | 9.               |
| 112              | Nacer Bouhanni (FRA)      | 67.              |
| 113              | Miguel Flórez López (COL) | 58.              |
| 114              | Simon Guglielmi (FRA)     | 22.              |
| 115              | Romain Hardy (FRA)        | 97.              |
| 116              | Laurent Pichon (FRA)      | 39.              |
| 117              | Alan Riou (FRA)           | 78.              |

| Lotto-Soudal LTS | Lotto-Soudal LTS       | Lotto-Soudal LTS |
| ---------------- | ---------------------- | ---------------- |
| Nr.              | Rytter                 | Placering        |
| 121              | Steff Cras (BEL)       | 113.             |
| 122              | Thomas De Gendt (BEL)  | DNF              |
| 123              | Harm Vanhoucke (BEL)   | 112.             |
| 124              | Andreas Kron (DEN)     | 69.              |
| 125              | Kamil Małecki (POL)    | DNF              |
| 126              | Sylvain Moniquet (BEL) | 29.              |
| 127              | Maxim Van Gils (BEL)   | 25.              |

| TotalEnergies TEN | TotalEnergies TEN        | TotalEnergies TEN |
| ----------------- | ------------------------ | ----------------- |
| Nr.               | Rytter                   | Placering         |
| 131               | Pierre Latour (FRA)      | 82.               |
| 132               | Mathieu Burgaudeau (FRA) | 10.               |
| 133               | Jérémy Cabot (FRA)       | 71.               |
| 134               | Alexis Vuillermoz (FRA)  | 6.                |
| 135               | Valentin Ferron (FRA)    | 46.               |
| 136               | Fabien Doubey (FRA)      | 48.               |
| 137               | Julien Simon (FRA)       | 17.               |

| Uno-X Pro Cycling Team UXT | Uno-X Pro Cycling Team UXT       | Uno-X Pro Cycling Team UXT |
| -------------------------- | -------------------------------- | -------------------------- |
| Nr.                        | Rytter                           | Placering                  |
| 141                        | Niklas Eg (DEN)                  | 76.                        |
| 142                        | Jacob Hindsgaul (DEN)            | 100.                       |
| 143                        | Torstein Træen (NOR)             | 24.                        |
| 144                        | Anthon Charmig (DEN)             | 98.                        |
| 145                        | Torjus Sleen (NOR)               | 66.                        |
| 146                        | Martin Bugge Urianstad (NOR)     | 89.                        |
| 147                        | Anders Halland Johannessen (NOR) | DNF                        |

| B&B Hotels-KTM BBK | B&B Hotels-KTM BBK          | B&B Hotels-KTM BBK |
| ------------------ | --------------------------- | ------------------ |
| Nr.                | Rytter                      | Placering          |
| 151                | Cyril Gautier (FRA)         | 93.                |
| 152                | Franck Bonnamour (FRA)      | 41.                |
| 153                | Maxime Chevalier (FRA)      | 94.                |
| 154                | Thibault Ferasse (FRA)      | DNF                |
| 155                | Victor Koretzky (FRA)       | 63.                |
| 156                | Alexis Gougeard (FRA)       | 75.                |
| 157                | Sebastian Schönberger (AUT) | DNF                |

| Bingoal Pauwels Sauces WB BWB | Bingoal Pauwels Sauces WB BWB | Bingoal Pauwels Sauces WB BWB |
| ----------------------------- | ----------------------------- | ----------------------------- |
| Nr.                           | Rytter                        | Placering                     |
| 161                           | Johan Meens (BEL)             | DNF                           |
| 162                           | Rémy Mertz (BEL)              | 42.                           |
| 163                           | Kenny Molly (BEL)             | 36.                           |
| 164                           | Luc Wirtgen (LUX)             | 62.                           |
| 165                           | Gil Gelders (BEL)             | 53.                           |
| 166                           | Dimitri Peyskens (BEL)        | DNS                           |
| 167                           | Marco Tizza (ITA)             | 44.                           |

| Riwal Cycling Team RIW | Riwal Cycling Team RIW   | Riwal Cycling Team RIW |
| ---------------------- | ------------------------ | ---------------------- |
| Nr.                    | Rytter                   | Placering              |
| 171                    | Lucas Eriksson (SWE)     | 101.                   |
| 172                    | Jacob Eriksson (SWE)     | 59.                    |
| 173                    | Elmar Reinders (NED)     | 92.                    |
| 174                    | Martijn Budding (NED)    | DNF                    |
| 175                    | Christoffer Lisson (DEN) | DNS                    |
| 176                    | Mathias Bregnhøj (DEN)   | 85.                    |

| Saint Michel-Auber 93 AUB | Saint Michel-Auber 93 AUB | Saint Michel-Auber 93 AUB |
| ------------------------- | ------------------------- | ------------------------- |
| Nr.                       | Rytter                    | Placering                 |
| 182                       | Flavien Maurelet (FRA)    | 99.                       |
| 184                       | Anthony Maldonado (FRA)   | 68.                       |
| 185                       | Tony Hurel (FRA)          | DNF                       |
| 186                       | Yoann Paillot (FRA)       | 87.                       |
| 187                       | Morne van Niekerk (RSA)   | 107.                      |

| Go Sport-Roubaix Lille Métropole GRL | Go Sport-Roubaix Lille Métropole GRL | Go Sport-Roubaix Lille Métropole GRL |
| ------------------------------------ | ------------------------------------ | ------------------------------------ |
| Nr.                                  | Rytter                               | Placering                            |
| 191                                  | Clément Carisey (FRA)                | 81.                                  |
| 192                                  | Thomas Denis (FRA)                   | DNF                                  |
| 193                                  | Maxime Jarnet (FRA)                  | DNF                                  |
| 194                                  | Jérémy Leveau (FRA)                  | DNF                                  |
| 195                                  | Tom Mainguenaud (FRA)                | 86.                                  |
| 196                                  | Evaldas Šiškevicius (LTU)            | DNS                                  |

| Team U Nantes Atlantique 194 | Team U Nantes Atlantique 194 | Team U Nantes Atlantique 194 |
| ---------------------------- | ---------------------------- | ---------------------------- |
| Nr.                          | Rytter                       | Placering                    |
| 201                          | Louis Barré (FRA)            | 37.                          |
| 202                          | Léo Danès (FRA)              | DNF                          |
| 203                          | Maël Guégan (FRA)            | DNF                          |
| 204                          | Mathias Le Turnier (FRA)     | 83.                          |
| 205                          | Jordan Jegat (FRA)           | DNF                          |
| 206                          | Axel Mariault (FRA)          | DNF                          |
| 207                          | Emmanuel Morin (FRA)         | DNF                          |

| Nice Métropole Côte d'Azur NMC | Nice Métropole Côte d'Azur NMC | Nice Métropole Côte d'Azur NMC |
| ------------------------------ | ------------------------------ | ------------------------------ |
| Nr.                            | Rytter                         | Placering                      |
| 211                            | Maxime Urruty (FRA)            | 106.                           |
| 212                            | Jonathan Couanon (FRA)         | DNF                            |
| 213                            | Kévin Besson (FRA)             | DNF                            |
| 214                            | Edouard Bonnefoix (FRA)        | DNF                            |
| 215                            | Paul Hennequin (FRA)           | 91.                            |
| 216                            | Tristan Delacroix (FRA)        | 72.                            |
| 217                            | Andrea Mifsud                  | 26.                            |

| Quick-Step Alpha Vinyl QST | Quick-Step Alpha Vinyl QST          | Quick-Step Alpha Vinyl QST |
| -------------------------- | ----------------------------------- | -------------------------- |
| Nr.                        | Rytter                              | Placering                  |
| 1                          | Julian Alaphilippe (FRA) (landevej) | 5.                         |
| 2                          | Andrea Bagioli (ITA)                | 108.                       |
| 3                          | Dries Devenyns (BEL)                | 74.                        |
| 5                          | Mauro Schmid (SUI)                  | 23.                        |
| 6                          | Pieter Serry (BEL)                  | 47.                        |
| 7                          | Mauri Vansevenant (BEL)             | 70.                        |

| Groupama-FDJ GFC | Groupama-FDJ GFC            | Groupama-FDJ GFC |
| ---------------- | --------------------------- | ---------------- |
| Nr.              | Rytter                      | Placering        |
| 11               | Reuben Thompson (NZL)       | 64.              |
| 12               | Matthieu Ladagnous (FRA)    | 60.              |
| 13               | Bruno Armirail (FRA)        | DNF              |
| 14               | Sébastien Reichenbach (SUI) | 12.              |
| 15               | Quentin Pacher (FRA)        | 11.              |
| 16               | Romain Grégoire (FRA)       | 38.              |
| 17               | Anthony Roux (FRA)          | 104.             |

| Jumbo-Visma TJV | Jumbo-Visma TJV         | Jumbo-Visma TJV |
| --------------- | ----------------------- | --------------- |
| Nr.             | Rytter                  | Placering       |
| 21              | Primož Roglič (SLO)     | 28.             |
| 22              | Gijs Leemreize (NED)    | 56.             |
| 23              | Sam Oomen (NED)         | 30.             |
| 24              | Jonas Vingegaard (DEN)  | 1.              |
| 25              | Steven Kruijswijk (NED) | 45.             |
| 26              | Sepp Kuss (USA)         | 34.             |

| UAE Team Emirates UAD | UAE Team Emirates UAD      | UAE Team Emirates UAD |
| --------------------- | -------------------------- | --------------------- |
| Nr.                   | Rytter                     | Placering             |
| 31                    | Diego Ulissi (ITA)         | 15.                   |
| 32                    | Juan Ayuso (ESP)           | 4.                    |
| 33                    | Andrés Camilo Ardila (COL) | 50.                   |
| 34                    | Finn Fisher-Black (NZL)    | DNF                   |
| 35                    | Brandon McNulty (USA)      | 52.                   |
| 36                    | Jan Polanc (SLO)           | 20.                   |
| 37                    | Joel Suter (SUI)           | DNF                   |

| Alpecin-Fenix AFC | Alpecin-Fenix AFC     | Alpecin-Fenix AFC |
| ----------------- | --------------------- | ----------------- |
| Nr.               | Rytter                | Placering         |
| 41                | Stefano Oldani (ITA)  | 8.                |
| 42                | Simon Dehairs (BEL)   | DNF               |
| 44                | Edward Anderson (USA) | DNF               |
| 45                | Jakub Mareczko (ITA)  | 95.               |
| 46                | Floris De Tier (BEL)  | 14.               |
| 47                | Jimmy Janssens (BEL)  | 73.               |

| Bora-Hansgrohe BOH | Bora-Hansgrohe BOH        | Bora-Hansgrohe BOH |
| ------------------ | ------------------------- | ------------------ |
| Nr.                | Rytter                    | Placering          |
| 51                 | Wilco Kelderman (NED)     | 33.                |
| 52                 | Lennard Kämna (GER)       | 21.                |
| 53                 | Matteo Fabbro (ITA)       | DNF                |
| 54                 | Anton Palzer (GER)        | DNS                |
| 55                 | Felix Großschartner (AUT) | 31.                |
| 56                 | Giovanni Aleotti (ITA)    | 109.               |
| 57                 | Ben Zwiehoff (GER)        | 96.                |

| AG2R Citroën Team ACT | AG2R Citroën Team ACT   | AG2R Citroën Team ACT |
| --------------------- | ----------------------- | --------------------- |
| Nr.                   | Rytter                  | Placering             |
| 61                    | Benoît Cosnefroy (FRA)  | 3.                    |
| 62                    | Lilian Calmejane (FRA)  | 40.                   |
| 63                    | Mikaël Cherel (FRA)     | 65.                   |
| 64                    | Dorian Godon (FRA)      | 13.                   |
| 65                    | Jaakko Hänninen (FIN)   | 90.                   |
| 66                    | Nans Peters (FRA)       | 77.                   |
| 67                    | Nicolas Prodhomme (FRA) | 79.                   |

| Trek-Segafredo TFS | Trek-Segafredo TFS       | Trek-Segafredo TFS |
| ------------------ | ------------------------ | ------------------ |
| Nr.                | Rytter                   | Placering          |
| 71                 | Gianluca Brambilla (ITA) | 57.                |
| 72                 | Julien Bernard (FRA)     | 32.                |
| 74                 | Antwan Tolhoek (NED)     | DNF                |
| 75                 | Asbjørn Hellemose (DEN)  | 88.                |
| 76                 | Juan Pedro López (ESP)   | 43.                |
| 77                 | Quinn Simmons (USA)      | 16.                |

| Astana Qazaqstan Team AST | Astana Qazaqstan Team AST    | Astana Qazaqstan Team AST |
| ------------------------- | ---------------------------- | ------------------------- |
| Nr.                       | Rytter                       | Placering                 |
| 81                        | Manuele Boaro (ITA)          | 84.                       |
| 82                        | Joe Dombrowski (USA)         | 111.                      |
| 83                        | Fabio Felline (ITA)          | 55.                       |
| 84                        | Aljaksandr Rabusjenka (BLR)  | 110.                      |
| 85                        | Harold Tejada (COL)          | 27.                       |
| 86                        | Nurbergen Nurlykhassym (KAZ) | 105.                      |
| 87                        | Andrej Zejts (KAZ)           | DNF                       |

| Intermarché-Wanty-Gobert Matériaux IWG | Intermarché-Wanty-Gobert Matériaux IWG | Intermarché-Wanty-Gobert Matériaux IWG |
| -------------------------------------- | -------------------------------------- | -------------------------------------- |
| Nr.                                    | Rytter                                 | Placering                              |
| 91                                     | Biniam Girmay (ERI)                    | 7.                                     |
| 92                                     | Jan Bakelants (BEL)                    | 54.                                    |
| 93                                     | Hugo Page (FRA)                        | 61.                                    |
| 94                                     | Théo Delacroix (FRA)                   | 103.                                   |
| 95                                     | Simone Petilli (ITA)                   | DNF                                    |
| 96                                     | Lorenzo Rota (ITA)                     | 18.                                    |
| 97                                     | Georg Zimmermann (GER)                 | 102.                                   |

| Cofidis COF | Cofidis COF               | Cofidis COF |
| ----------- | ------------------------- | ----------- |
| Nr.         | Rytter                    | Placering   |
| 101         | Guillaume Martin (FRA)    | 2.          |
| 102         | Anthony Perez (FRA)       | 51.         |
| 103         | Axel Zingle (FRA)         | 35.         |
| 104         | Victor Lafay (FRA)        | 19.         |
| 105         | Pierre-Luc Périchon (FRA) | 80.         |
| 106         | Rémy Rochas (FRA)         | DNF         |
| 107         | Benjamin Thomas (FRA)     | 49.         |

| Arkéa-Samsic ARK | Arkéa-Samsic ARK          | Arkéa-Samsic ARK |
| ---------------- | ------------------------- | ---------------- |
| Nr.              | Rytter                    | Placering        |
| 111              | Warren Barguil (FRA)      | 9.               |
| 112              | Nacer Bouhanni (FRA)      | 67.              |
| 113              | Miguel Flórez López (COL) | 58.              |
| 114              | Simon Guglielmi (FRA)     | 22.              |
| 115              | Romain Hardy (FRA)        | 97.              |
| 116              | Laurent Pichon (FRA)      | 39.              |
| 117              | Alan Riou (FRA)           | 78.              |

| Lotto-Soudal LTS | Lotto-Soudal LTS       | Lotto-Soudal LTS |
| ---------------- | ---------------------- | ---------------- |
| Nr.              | Rytter                 | Placering        |
| 121              | Steff Cras (BEL)       | 113.             |
| 122              | Thomas De Gendt (BEL)  | DNF              |
| 123              | Harm Vanhoucke (BEL)   | 112.             |
| 124              | Andreas Kron (DEN)     | 69.              |
| 125              | Kamil Małecki (POL)    | DNF              |
| 126              | Sylvain Moniquet (BEL) | 29.              |
| 127              | Maxim Van Gils (BEL)   | 25.              |

| TotalEnergies TEN | TotalEnergies TEN        | TotalEnergies TEN |
| ----------------- | ------------------------ | ----------------- |
| Nr.               | Rytter                   | Placering         |
| 131               | Pierre Latour (FRA)      | 82.               |
| 132               | Mathieu Burgaudeau (FRA) | 10.               |
| 133               | Jérémy Cabot (FRA)       | 71.               |
| 134               | Alexis Vuillermoz (FRA)  | 6.                |
| 135               | Valentin Ferron (FRA)    | 46.               |
| 136               | Fabien Doubey (FRA)      | 48.               |
| 137               | Julien Simon (FRA)       | 17.               |

| Uno-X Pro Cycling Team UXT | Uno-X Pro Cycling Team UXT       | Uno-X Pro Cycling Team UXT |
| -------------------------- | -------------------------------- | -------------------------- |
| Nr.                        | Rytter                           | Placering                  |
| 141                        | Niklas Eg (DEN)                  | 76.                        |
| 142                        | Jacob Hindsgaul (DEN)            | 100.                       |
| 143                        | Torstein Træen (NOR)             | 24.                        |
| 144                        | Anthon Charmig (DEN)             | 98.                        |
| 145                        | Torjus Sleen (NOR)               | 66.                        |
| 146                        | Martin Bugge Urianstad (NOR)     | 89.                        |
| 147                        | Anders Halland Johannessen (NOR) | DNF                        |

| B&B Hotels-KTM BBK | B&B Hotels-KTM BBK          | B&B Hotels-KTM BBK |
| ------------------ | --------------------------- | ------------------ |
| Nr.                | Rytter                      | Placering          |
| 151                | Cyril Gautier (FRA)         | 93.                |
| 152                | Franck Bonnamour (FRA)      | 41.                |
| 153                | Maxime Chevalier (FRA)      | 94.                |
| 154                | Thibault Ferasse (FRA)      | DNF                |
| 155                | Victor Koretzky (FRA)       | 63.                |
| 156                | Alexis Gougeard (FRA)       | 75.                |
| 157                | Sebastian Schönberger (AUT) | DNF                |

| Bingoal Pauwels Sauces WB BWB | Bingoal Pauwels Sauces WB BWB | Bingoal Pauwels Sauces WB BWB |
| ----------------------------- | ----------------------------- | ----------------------------- |
| Nr.                           | Rytter                        | Placering                     |
| 161                           | Johan Meens (BEL)             | DNF                           |
| 162                           | Rémy Mertz (BEL)              | 42.                           |
| 163                           | Kenny Molly (BEL)             | 36.                           |
| 164                           | Luc Wirtgen (LUX)             | 62.                           |
| 165                           | Gil Gelders (BEL)             | 53.                           |
| 166                           | Dimitri Peyskens (BEL)        | DNS                           |
| 167                           | Marco Tizza (ITA)             | 44.                           |

| Riwal Cycling Team RIW | Riwal Cycling Team RIW   | Riwal Cycling Team RIW |
| ---------------------- | ------------------------ | ---------------------- |
| Nr.                    | Rytter                   | Placering              |
| 171                    | Lucas Eriksson (SWE)     | 101.                   |
| 172                    | Jacob Eriksson (SWE)     | 59.                    |
| 173                    | Elmar Reinders (NED)     | 92.                    |
| 174                    | Martijn Budding (NED)    | DNF                    |
| 175                    | Christoffer Lisson (DEN) | DNS                    |
| 176                    | Mathias Bregnhøj (DEN)   | 85.                    |

| Saint Michel-Auber 93 AUB | Saint Michel-Auber 93 AUB | Saint Michel-Auber 93 AUB |
| ------------------------- | ------------------------- | ------------------------- |
| Nr.                       | Rytter                    | Placering                 |
| 182                       | Flavien Maurelet (FRA)    | 99.                       |
| 184                       | Anthony Maldonado (FRA)   | 68.                       |
| 185                       | Tony Hurel (FRA)          | DNF                       |
| 186                       | Yoann Paillot (FRA)       | 87.                       |
| 187                       | Morne van Niekerk (RSA)   | 107.                      |

| Go Sport-Roubaix Lille Métropole GRL | Go Sport-Roubaix Lille Métropole GRL | Go Sport-Roubaix Lille Métropole GRL |
| ------------------------------------ | ------------------------------------ | ------------------------------------ |
| Nr.                                  | Rytter                               | Placering                            |
| 191                                  | Clément Carisey (FRA)                | 81.                                  |
| 192                                  | Thomas Denis (FRA)                   | DNF                                  |
| 193                                  | Maxime Jarnet (FRA)                  | DNF                                  |
| 194                                  | Jérémy Leveau (FRA)                  | DNF                                  |
| 195                                  | Tom Mainguenaud (FRA)                | 86.                                  |
| 196                                  | Evaldas Šiškevicius (LTU)            | DNS                                  |

| Team U Nantes Atlantique 194 | Team U Nantes Atlantique 194 | Team U Nantes Atlantique 194 |
| ---------------------------- | ---------------------------- | ---------------------------- |
| Nr.                          | Rytter                       | Placering                    |
| 201                          | Louis Barré (FRA)            | 37.                          |
| 202                          | Léo Danès (FRA)              | DNF                          |
| 203                          | Maël Guégan (FRA)            | DNF                          |
| 204                          | Mathias Le Turnier (FRA)     | 83.                          |
| 205                          | Jordan Jegat (FRA)           | DNF                          |
| 206                          | Axel Mariault (FRA)          | DNF                          |
| 207                          | Emmanuel Morin (FRA)         | DNF                          |

| Nice Métropole Côte d'Azur NMC | Nice Métropole Côte d'Azur NMC | Nice Métropole Côte d'Azur NMC |
| ------------------------------ | ------------------------------ | ------------------------------ |
| Nr.                            | Rytter                         | Placering                      |
| 211                            | Maxime Urruty (FRA)            | 106.                           |
| 212                            | Jonathan Couanon (FRA)         | DNF                            |
| 213                            | Kévin Besson (FRA)             | DNF                            |
| 214                            | Edouard Bonnefoix (FRA)        | DNF                            |
| 215                            | Paul Hennequin (FRA)           | 91.                            |
| 216                            | Tristan Delacroix (FRA)        | 72.                            |
| 217                            | Andrea Mifsud                  | 26.                            |